# Zlokukani (Bitola)
Zlokukani (makedonsky: Злокуќани, albánsky: Zllokuqan) je vysídlená vesnice v Severní Makedonii. Nachází se v opštině Bitola v Pelagonském regionu. Dříve byla součástí opštiny Bistrica. 

## Demografie
Vesnice Zlokukani bývala tradičně obydlena Gegy, severní skupinou Albánců, která hovořila Gegštinou (dialektem albánštiny). 
Podle statistiky Vasila Kančova z roku 1900 žilo ve vesnici 500 muslimských Albánců. 
Podle posledního sčítání lidu z roku 2021 ve vesnici nikdo nežije. 
| Rok            | 1900 | 1916 | 1948 | 1953 | 1961 | 1971 | 1981 | 1991 | 1994 | 2002 |
| -------------- | ---- | ---- | ---- | ---- | ---- | ---- | ---- | ---- | ---- | ---- |
| Počet obyvatel | 500  | 394  | 173  | 156  | 23   | 65   | 59   | 38   | 20   | 0    |